# ریجنسی انترتینمنت
ریجنسی انترتینمنت (انگلیسی: Regency Enterprises) یک شرکت سرگرمی آمریکایی است که توسط آرنان میلشان در سال ۱۹۹۱ تأسیس شده است.